# Хронография
Хронография   е единствената запазена творба на византийския писател Йоан Малала (Ритор) (ок. 491-578). Проследява историята от Адам до 560 г., разделена в 18 книги. Хрониката е използвана като извор за античната история от по-късни византийски хронисти, като Теофан Изповедник и Георги Амартол. Славянският превод е създаден в България около началото на Х в. Запазен е само в руската книжнина, но не като самостоятелни преписи, а в състава на хронографите. Преводът може да се възстанови по руските преписи. Най-пълно той е съхранен в Синодалния, Погодинския и Уваровия преписи на Елински и Римски летописец и по Юдейския хронограф от 1262 г., запазен в Архивния (ХV в.), Варшавския (ХV-ХVІ в.) и Вилненския (ХVІ в.) сборници. Славянският превод рано преминава в Русия и е сред основните източници на Повесть временных лет. В преписите на Юдейския хронограф е запазено заглавие, според което преводът е направен от презвитер Григорий по поръка на цар Симеон. Откъси от хрониката са използвани в Тълковната Палея от началото на Х в., което е косвено потвърждение на датировката. В Хрониката на Йоан Малала миналото е осмислено като единен процес. Чрез нея за първи път в българската книжнина навлизат античната митология и Троянският епос. Тя е свързващо звено между античността, християнската хронография и развиващата се българска летописна традиция.